# Kakogawa
Kakogawa (加古川市?, Kakogawa-shi) è una città giapponese della prefettura di Hyōgo.